# Claudio Savini
Claudio Savini (Villalta, 3 gennaio 1956) è un ex ciclista su strada italiano, professionista dall'ottobre 1980 al 1990. Non ottenne vittorie fra i professionisti, ma colse alcuni piazzamenti, fra cui il terzo posto alla Coppa Agostoni 1983.

## Palmarès
- 1979 (dilettanti)

Coppa della Pace

## Piazzamenti

### Grandi Giri
- Giro d'Italia

1981: 61º
1982: non partito (18ª tappa)
1983: 50º
1984: 53º
1985: 39º
1986: 34º
1987: 13º
1988: 28º
1990: 86º
- Vuelta a España

1988: 63º
1989: ritirato

### Classiche monumento
- Giro di Lombardia

1982: 15º
1983: 28º
1984: 48º